# Vîșneve, Kalînivka
Vîșneve (în ucraineană Вишневе) este un sat în comuna Uladivske din raionul Kalînivka, regiunea Vinnița, Ucraina.

## Demografie
Componența lingvistică a localității Vîșneve
     Ucraineană (98,54%)
     Rusă (1,46%)
Conform recensământului din 2001, majoritatea populației localității Vîșneve era vorbitoare de ucraineană (98,54%), existând în minoritate și vorbitori de rusă (1,46%).